# 小錦屏溫泉
小錦屏溫泉位於臺灣新竹縣尖石鄉錦屏村，分布於錦梅溪谷中。依地質分類屬於雪山山脈帶的變質岩溫泉。

## 泉質
小錦屏溫泉水色清澈，溫度約36.8-50℃，酸鹼值約pH7.5-7.8，含碳酸氫根離子約193ppm，含鈉離子約172ppm，屬於中性碳酸氫鈉泉，每分鐘約湧出1-2公升。

## 文獻來源
1. ↑  彭懷玉. . ETtoday. 2025-02-23  [2025-04-17]. （原始内容存档于2025-04-17）.
2. ↑  . 新竹縣政府.   [2025-04-17].